# بول ديفيدسون
بول ديفيدسون (بالإنجليزية: Paul Davidson)‏ هو اقتصادي أمريكي، ولد في 23 أكتوبر 1930 في بروكلين في الولايات المتحدة.